# Bohorič
Bohorič je priimek v Sloveniji, ki ga je po podatkih Statističnega urada Republike Slovenije na dan 1. januarja 2010 uporabljalo 18 oseb in je med vsemi priimki po pogostosti uporabe uvrščen na 13.741. mesto.

## Znani nosilci priimka
- Adam Bohorič (1523/24—1598 oz. 1601/02), protestant in slovničar
- Janez Bohorič (*1942), inženir kemijske tehnologije in gospodarstvenik